# ایرانی‌ستیزی در جمهوری آذربایجان
احساسات ضد ایرانی در آذربایجان به سال ۱۹۱۸ بازمی‌گردد، زمانی که نخستین ملت آذربایجان تحت ایدئولوژی پان‌ترکی شکل می‌گرفت. از آن زمان، نخبگان سیاسی با گرایش‌های پان‌ترکی در قلمرویی که امروز جمهوری آذربایجان را تشکیل می‌دهد، بر مفهوم ملی‌گرایی قومی تکیه کرده‌اند تا در میان آذربایجانی‌های ایرانی حس هویت ضد ایرانی ایجاد کنند. هویت ملی پسا-شوروی آذربایجان به‌شدت ضد ایرانی و عمدتاً ترک‌محور است. این هویت به روش‌های مختلفی ساخته شده تا ایران را نه تنها به عنوان یک کشور، بلکه به عنوان یک فرهنگ و یک موجودیت تاریخی «دیگری» معرفی کند. امروزه، آذربایجانی بودن به معنای رد هرگونه پیوند با ایران است. باور اینکه آذربایجانی‌ها گذشته و حال قربانی ایرانی‌ها (و ارامنه) بوده‌اند، از طریق تبلیغات دولتی و شست‌وشوی مغزی در مدارس در کودکان نهادینه می‌شود.

## پیشینه
تاریخی، نام «آذربایجان» به منطقه‌ای در جنوب رود ارس، در شمال‌غربی ایران امروزی اطلاق می‌شد.   نام تاریخی جمهوری آذربایجان کنونی، اران و شیروان بود. پیش از قرن بیستم، آذربایجانی‌ها به سختی به عنوان یک گروه قومی شناخته می‌شدند و حتی کمتر به عنوان یک ملت. مردمی که در کشور کنونی آذربایجان زندگی می‌کردند، خود را یا به عنوان مسلمانان امت (جامعه)، یا ترک‌هایی که خانواده زبانی مشترکی در بخش وسیعی از آسیای میانه داشتند، یا ایرانی معرفی می‌کردند. در اکتبر ۱۹۱۷، مردم باکو هنوز علاقه‌ای به نامیدن منطقه جنوب قفقاز به «آذربایجان» نداشتند. مردم محلی اغلب تحت عناوینی همچون «ترک ملت» و «قفقازیا مسلمان خلقی» (مردم مسلمان قفقاز) قرار می‌گرفتند. حتی نام اولین مجلس مؤسسان که در ۲۹ آوریل ۱۹۱۷ در باکو تأسیس شد، «مجمع عمومی مسلمانان قفقاز» بود. ایران در زمان شکل‌گیری هویت ملی آذربایجانی‌ها در میانه افول و انقلاب قرار داشت و بنابراین الگویی ایده‌آل یا منبع الهام مناسبی ارائه نمی‌کرد. برخی از روشنفکران باکو، ایران را به عنوان «جامعه‌ای عقب‌مانده» با تاریخچه طولانی «استبداد شرقی» و روحانیت شیعه تصور می‌کردند. تفاوت‌های زبانی با ایران عامل تعیین‌کننده در تصمیم آذربایجانی‌ها بود و از این رو پان‌ترکیسم بر طرفداری از ایران ترجیح داده شد.

## تاریخچه

### حزب مساوات (۱۹۱۸)

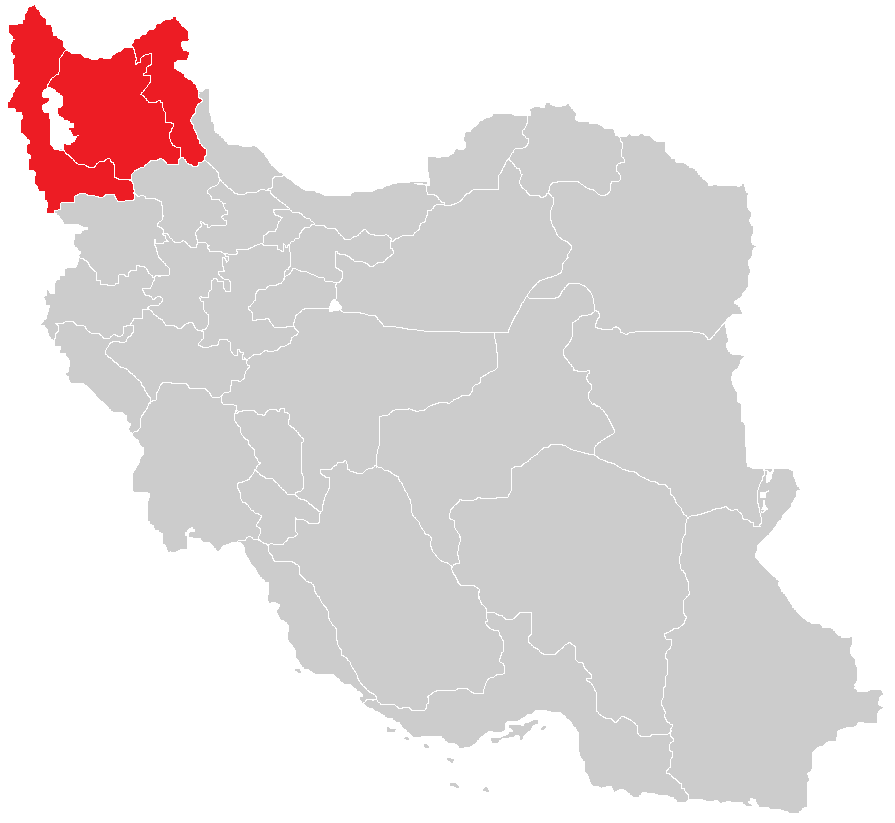
نقشه منطقه تاریخی آذربایجان (که با نام آذربایجان ایران نیز شناخته می‌شود) در شمال غربی ایران

از سال ۱۹۱۸، نخبگان سیاسی با گرایش‌های پان‌ترکی در قلمرویی که امروز جمهوری آذربایجان را تشکیل می‌دهد، بر مفهوم ملی‌گرایی قومی تکیه کرده‌اند تا در میان آذربایجانی‌های ایرانی حس هویت ضد ایرانی ایجاد کنند. در طول یک قرن گذشته، ملی‌گرایی ایرانی به‌طور مؤثر با تهدیدات نظامی، سیاسی و استدلالی علیه آذربایجان ایرانی مقابله کرده است. حزب مساوات مستقر در باکو برای نخستین بار موضوع آذربایجان ایران را در سرمقاله‌ای که در ژانویه ۱۹۱۸ در روزنامه خود «آچیک سوز» منتشر شد، مطرح کرد. نویسنده مرزهای «تاریخی» آذربایجان را از تفلیس در غرب تا دریای خزر در شرق، با رشته‌کوه‌های قفقاز در شمال و کرمانشاه در جنوب ترسیم کرد. او مسئولیت اقدامات منجر به «تقسیم ملت آذربایجان» را بر دوش طبقه حاکم ایران و توسعه‌طلبان روسیه گذاشت. نویسنده همچنین مدعی شد که «حق طبیعی مسلمانان قفقاز جنوبی است که قلمروی خود را آذربایجان بنامند» و امید داشت که «روزی برادرانشان در جنوب بتوانند به آن‌ها بپیوندند».
کمیته محلی باکو حزب دموکرات ایران، نخستین نهاد بود که به این ادعاهای ارضی‌طلبانه پاسخ داد. این کمیته که از میان جمعیت آذربایجانی ایران در باکو و مناطق هم‌جوار آن جذب شده بود، در سال ۱۹۱۴ توسط محمد خان تربیت تأسیس شده بود. با توجه به سرمقاله منتشرشده توسط حزب مساوات که به عنوان تلاشی از سوی پان‌ترکیست‌ها برای تضعیف تمامیت ارضی و حاکمیت ایران قلمداد می‌شد، آن‌ها با انتشار روزنامه دو زبانه «آذربایجان، جزء لاینفک از ایران» در ۱۰ فوریه ۱۹۱۸ واکنش نشان دادند. هنگامی که حزب مساوات در ماه مه ۱۹۱۸ جمهوری دموکراتیک آذربایجان را تأسیس کرد، این روزنامه مجبور به تعطیلی شد.

### تحت جمهوری دموکراتیک آذربایجان (۱۹۱۸–۱۹۲۰)
تأسیس جمهوری دموکراتیک آذربایجان، آغاز آذربایجان به عنوان یک دولت و ملت را رقم زد. نخبگان سیاسی و فکری ایران در تهران و تبریز، پایتخت آذربایجان ایران، با وجود اینکه دولت ضعیف ایران در مرحله گذار بود و علیه سلطه خارجی می‌جنگید، سریعاً با به‌کارگیری نام «آذربایجان» مخالفت کردند. رسانه‌های مکتوب در تهران، تبریز و دیگر شهرهای بزرگ ایران از یک سو و رسانه‌های باکو، پایتخت جمهوری تازه تأسیس آذربایجان، از سوی دیگر، حدود یک سال استدلال‌های خود را برای تأیید یا رد صحت این نام‌گذاری ارائه کردند. ایرانیان عموماً تصمیم باکو را با شک و تردید می‌نگریستند و بر این باور بودند که ترک‌های جوان عثمانی که آن زمان در باکو فعال بودند، توطئه کرده‌اند تا نام تاریخی استان شمال‌غرب ایران را تصاحب کنند و یک واحد پان‌ترک از آسیای میانه تا اروپا ایجاد نمایند. پان‌ترکیست‌ها توانستند استدلال کنند که جمهوری آذربایجان و «آذربایجان جنوبی» باید در «توران» آینده آن‌ها متحد شوند، با استناد به آذربایجان تاریخی در ایران به عنوان «آذربایجان جنوبی».
رئیس حزب دموکرات، محمد خیابانی، عضو محبوب نخبگان سیاسی آذربایجان ایران، نام استان را به «آزادیستان» تغییر داد تا از چنین خطراتی پیشگیری کند. از این رو، عبارت «آذربایجان قفقاز» در اسنادی که برای توزیع بین‌المللی توسط دولت آذربایجان تهیه شده بود، به کار گرفته شد تا نگرانی‌های ایرانیان کاهش یابد.
در چندین سمینار در دانشگاه دولتی باکو در نوامبر و دسامبر ۱۹۲۴، شرق‌شناس برجسته شوروی، واسیلی بارتولد، دربارهٔ هدفی که این نام‌گذاری را توجیه می‌کرد، صحبت کرد: «با این حال، اصطلاح آذربایجان انتخاب شد، زیرا زمانی که جمهوری آذربایجان تأسیس شد، تصور می‌شد که فارس‌ها و این آذربایجان یک واحد را تشکیل خواهند داد، زیرا ترکیب جمعیتی آن‌ها شباهت بسیار زیادی دارد.»

### تحت اتحاد جماهیر شوروی (۱۹۲۰–۱۹۹۱)
چندین افسانه دربارهٔ تاریخ آذربایجان و پیوندهای آن با ایران، در فاصله زمانی میان تسلط بلشویک‌ها بر جمهوری دموکراتیک آذربایجان در سال ۱۹۲۰ و دوره‌ای که میراث آن در دهه ۱۹۸۰ دوباره به‌عنوان مشوقی برای ملی‌گرایان جدید کشور مطرح شد، ایجاد گردید. شکل‌گیری هویت پساشوروی آذربایجان به‌طور قابل توجهی تحت تأثیر این افسانه‌ها قرار گرفته است.
یکی از افسانه‌ها این بود که ترک‌ها توسط فارس‌ها مستعمره شده و تحت سلطه قرار گرفته‌اند. به گفتهٔ الدار ممدوف، این «با واقعیت تاریخی در تضاد است. گروه‌های مختلف ترک‌مغول چندین بار به ایران حمله کردند، میلیون‌ها ایرانی را کشتند و برای چندین قرن بر آن‌ها حکمرانی کردند. اگر هرگونه استعمار، از جمله تغییر زبانی، انجام شده باشد، توسط ترک‌ها بوده است.»
اتحاد جماهیر شوروی بود که ابتدا ایدهٔ «استعمارگری فارس‌ها» را پس از آنکه در سال ۱۹۴۶ مجبور به خارج کردن نیروهای خود از استان آذربایجان ایران شد، به دلیل عدم موفقیت در تأسیس جمهوری مستقل در آنجا، ترویج کرد.
افسانهٔ دیگری هم وجود داشت دربارهٔ یک آذربایجان متحد که «توسط فارس‌های خائن تقسیم شده بود». با این حال، در منابع تاریخی از آذربایجان جنوبی و شمالی نامی برده نشده است. وجود دو آذربایجان در هیچ‌یک از نوشته‌های تاریخی یا جغرافیایی در امپراتوری روسیه یا دیگر نقاط اروپا ذکر نشده است.
طبق یک نظریهٔ بازنگری‌گرایانهٔ جدیدتر، روسیه و ایران در قرن نوزدهم نقشه کشیدند که آذربایجان را تقسیم کنند. ممدوف در این باره می‌گوید: «با توجه به اینکه ایران دو جنگ ویرانگر با روسیه داشت (۱۸۰۳–۱۸۱۳ و ۱۸۲۴–۱۸۲۸)، ایدهٔ توطئهٔ روسی-ایرانی علیه آذربایجان کاملاً پوچ است.» این ادعا توسط شاعر ملی‌گرای آذربایجانی، بختیار وهاب‌زاده، نیز در شعر خود به نام «گلستان» تکرار شده است. امروزه اکثریت ملی‌گرایان آذربایجانی این نظر را دارند.
در نتیجه، هویت ملی پساشوروی آذربایجان به‌شدت ضدایرانی و عمدتاً ترک‌محور است. این هویت به شیوه‌های مختلفی ساخته شده است تا ایران را به‌عنوان «دیگری» مقابل خود قرار دهد، نه تنها به‌عنوان یک کشور، بلکه به‌عنوان یک فرهنگ و موجودیت تاریخی. امروزه آذربایجانی بودن به معنای رد هرگونه ارتباط با ایران است.
باور اینکه آذربایجانی‌ها قربانی ایرانی‌ها (و ارمنی‌ها) بوده و هستند، از طریق پروپاگاندا و شست‌وشوی مغزی مدارس، در کودکان نهادینه می‌شود.
یک زیرگونه ادبی که با نام «ادبیات اشتیاق» شناخته می‌شود (همان‌طور که دیوید نیسمان توصیف کرده است)، در دهه‌های ۱۹۵۰ و ۱۹۶۰ در ادبیات آذربایجانی شوروی پدید آمد و با آذربایجان ایران مرتبط بود. بیشتر آثار ادبی دربارهٔ آذربایجان ایران با احساسات ملی‌گرایانه‌ای مشخص می‌شدند که «تقسیم» کشور در امتداد رودخانه ارس را محکوم کرده و به مواردی مانند «استثمار اقتصادی و فرهنگی آذربایجانی‌های ایران» اعتراض می‌کردند. دوره‌های ادبیات و تاریخ در آذربایجان این مضامین را دربر گرفته‌اند. احساس ضدایرانی به‌شدت بیان شده، یکی از پیامدهای مهم این ژانر ادبی بود. رهبری شوروی این احساس ضدایرانی را تحمل می‌کرد و حتی از آن حمایت می‌کرد.

### تحت نظر ابوالفضل ایلچی‌بیگ
حزب سیاسی معروف به جبهه مردمی آذربایجان (مخفف APF) توسعهٔ هویت ملی ترک‌محور و ضدایرانی را تسریع کرد. علاوه بر تلاش برای برقراری روابط عمیق‌تر با ترکیه و دیگر اقوام ترک در ایران و آسیای مرکزی، APF هویت ترک آذربایجان را ترویج می‌کرد. در تلاش برای شکل‌دهی مجدد آذربایجان به شباهت ترکیه، این حزب فراتر از ترک‌بودن رفت و سعی کرد بنیان‌گذار جمهوری ترکیه، مصطفی کمال آتاترک، را تقلید کند. بدین ترتیب، ترک‌بودن قدیمی جای خود را به ترک‌بودن به سبک ترکیه‌ای داد. ترک‌بودن دیگر کافی نبود؛ مهم بود که مانند مردم ترکیه، ترک واقعی شد.
گرایش ضدایرانی به‌طور نزدیکی با ترک‌گرایی APF مرتبط بود. رهبر آن، ابوالفضل ایلچی‌بیگ، همانند محمد امین رسول‌زاده، نگاه عمیقاً منفی به ایران داشت. او و دیگر ملی‌گرایان وسواس خاصی نسبت به «اتحاد مجدد آذربایجان شمالی و جنوبی (ایرانی)» پیدا کردند. ایلچی‌بیگ وعده داد که «به محض آزادی قره‌باغ، تبریز دنبال خواهد شد.» این روند ملی‌گرایی ترکیه‌ای نیز همانند سال ۱۹۱۸ توسط نیروهای خارجی تقویت شد. این جنبش ترک‌گرایانه از سوی کشورهای غربی، به‌ویژه ایالات متحده، حمایت می‌شد. از دید آن‌ها، ملی‌گرایی ترکیه‌ای مانع از گسترش ایدئولوژی اسلامی بود که ایران ممکن بود به جمهوری تازه تأسیس آذربایجان منتقل کند.

### تحت حکومت علی‌اف‌ها
این شور و اشتیاق پان‌ترکیستی کمی کاهش یافت پس از اینکه حیدر علی اف در ژوئن ۱۹۹۳ به قدرت بازگشت و ایلچی‌بیگ از ریاست‌جمهوری کناره‌گیری کرد. علی‌اف متوجه شد که اقدامات شدید ترک‌سازی در آذربایجان ممکن است اقلیت‌های غیرترک‌تبار کشور (از جمله گروه‌هایی مانند تالش‌ها و لزگی‌ها) و همچنین سخنوران روسی تحصیل‌کرده، بعضی از آن‌ها آذربایجانی‌های قومی، را ناراضی کند. او همچنین از میزان خشم روسیه و ایران نسبت به این اقدامات آگاه بود.
با این حال، کاهش گفتمان پان‌ترکیستی به معنای تضعیف ترک‌گرایی نبود، که همچنان یکی از ستون‌های هویت ملی پسا-سویتی آذربایجان و یکی از تلاش‌های اصلی این کشور برای ساخت ملت به‌شمار می‌رود. ایده «اتحاد» آذربایجان «شمالی» و «جنوبی» و سکولاریسم آتاترکی از دیگر اصول فلسفه جبهه مردمی آذربایجان هستند که تحت حکومت علی‌اف‌ها همچنان ادامه دارند، هرچند به درجات متفاوت. همزمان، آذربایجان تلاش‌های گسترده‌ای برای حذف هر گونه ردپای تأثیر فرهنگی ایران انجام می‌دهد. این شامل برداشتن کاشی‌های نوشته‌شده به فارسی از آرامگاه نظامی، ممنوع کردن انتشار آثار شاعران آذربایجانی به زبان اصلی فارسی، و حذف کتیبه‌های اضافی فارسی از سازه‌های تاریخی است. به گفته ممدوف: «به‌طور طنزآمیز، در خلق تاریخ و فرهنگ برای آذربایجان، رهبران آن میراث تاریخی و فرهنگی ایران را مصادره کرده‌اند، در حالی که آن را با هویتی ترک‌تبار معرفی می‌کنند.»
شورشی ایرانی، بابک خرمدین، که فرقه‌ای تأسیس کرده و با اعراب جنگیده بود، توسط آذربایجان «ترک» معرفی شده است. زرتشت، پیامبر ایرانی، نیز ادعا شده که «ترک» بوده است. همچنین گفته می‌شود که نوروز، سال نو ایرانی، ریشه‌های ترک دارد. نمونه‌های دیگری از مصادره تاریخ ایران شامل ادعاهایی است که بازی چوگان و ساز تار تنها توسط آذربایجان اختراع شده‌اند.
فراتر از نخبگان سیاسی و احزاب حاکم، برخی از روشنفکران و دانشگاهیان آذربایجانی به‌طور فعال در حفظ مولفهٔ قومی به‌عنوان جزئی مهم در رابطهٔ ایران و آذربایجان مشارکت داشته‌اند. از جملهٔ آن‌ها نصیب نصیبی است، استاد دانشگاه و عضو پارلمان آذربایجان که به دلیل حمایت قوی از «آذربایجان متحد» شناخته می‌شود. از دوران ریاست‌جمهوری ایلچی‌بیگ، نصیبی احتمالاً به دلیل دیدگاه‌های افراطی‌اش، سفیر ایران بوده است. ممکن است تهران از موضع آشکارا ضدایرانی او ناخشنود بوده باشد، زیرا حرفهٔ او به‌عنوان سفیر در سال ۱۹۹۴ ناگهان پایان یافت. در طول اقامت خود در تهران، او حتی تلاش کرده بود سازمان‌های قومی را میان دانشجویان آذربایجانی ایرانی ایجاد کند.
در حالی که الهام علی‌اف تلاش کرده است ادعاهایی مبنی بر اتخاذ مواضع قوم‌گرایانهٔ ضدایرانی توسط دولتش را رد کند، دولت ایران و گروه‌هایی مانند محافل ملی‌گرای ایرانی، به‌ویژه آذربایجانی‌های ایرانی، نسبت به نیت‌های دولت آذربایجان دچار تردید هستند؛ چرا که اقدامات عناصر تجزیه‌طلب مانند کنگرهٔ جهانی آذربایجانی‌ها یا جنبش بیداری ملی آذربایجان جنوبی ادامه دارد و این گروه‌ها از سوی مقامات آذربایجانی، چه دولتی و چه غیردولتی، حمایت می‌شوند.[۲۶] پرویز ورجاوند، استاد دانشگاه و دبیرکل حزب جبهه ملی در ایران، در دوران ریاست‌جمهوری محمد خاتمی (۱۹۹۷–۲۰۰۵) نامهٔ سرگشاده‌ای به وی نوشت و او را از اقدامات ضدایرانی پیروان ایلچی‌بیگ و همچنین دیگر سازمان‌ها و رسانه‌های پان‌ترکیست آگاه کرد و خواستار اتخاذ اقدامات مناسب برای مقابله با آن‌ها شد.